# George Crile III
George Crile III (Cleveland, 5 marzo 1945 – Manhattan, 15 maggio 2006) è stato un giornalista e scrittore statunitense, famoso per aver scritto il romanzo Charlie Wilson's War: The Extraordinary Story of the Largest Covert Operation in History da cui è tratto l'operazione Cyclone, in cui nel 2007 si è realizzato il lungometraggio.